# Ignacio Morelos Zaragoza
El general Ignacio Francisco Leocadio Morelos Zaragoza fue un militar mexicano que participó en la Revolución mexicana. Nació en Monterrey, Nuevo León, el 16 de diciembre de 1853 y bautizado el 17 de enero de 1854, siendo el mayor de los 7 hijos de José María Morelos y Genoveva Zaragoza Seguín, hermana del héroe del cinco de mayo. Realizó estudios militares en la Ciudad de México. Fue jefe del Estado Mayor del general Jerónimo Treviño, con quien realizó una campaña contra los indios bárbaros. A pesar de su cercanía a Treviño, en el gobierno del general Bernardo Reyes, fue inspector general de policía del estado. Apoyó a Victoriano Huerta y este lo designó gobernador y comandante militar de Tamaulipas, y hasta abril de 1914 mantuvo el control del puerto de Tampico. Ascendió a general de división en 1914, durante la defensa de Tampico contra los marinos estadounidenses. Al triunfo de la Revolución mexicana se mantuvo en armas contra Venustiano Carranza, quien lo tuvo preso temporalmente. De ideología masónica, fue orador y poeta, así como escritor de comedias como: La paz del hogar; La coartada y Una excursión en ferrocarril. Murió en la Ciudad de México el 19 de diciembre de 1927.
Estuvo casado con Refugio Morales Gómez, con quien tuvo 5 hijos: Ignacio, José, Elodia, Irene y Roberto Morelos Morales.